# Предосторожность (роман)
«Предосторо́жность, или Предупреждение лучше, чем лечение» (англ. Precaution) — первый роман американского писателя Джеймса Фенимора Купера, опубликованный в 1820 году. В отличие от последующих его произведений, действие этой книги происходит в Англии.

## История создания
Идея создать роман пришла к Куперу случайно. До 1820 года, когда ему исполнился 31 год, Купер практически ничего не писал. Будучи отставным морским офицером, он жил в небольшом городе Скарсдейл (штат Нью-Йорк) и занимался предпринимательством и политикой на местном уровне. Однажды вечером, читая жене один из недавно вышедших английских сентиментальных романов, оказавшийся довольно неудачным, Купер заметил вслух, что мог бы написать нечто лучшее. В рамках полушутливого пари он к июню 1820 года закончил работу над романом.
«Предосторожность» написана в духе сентиментальных английских романов на тему о замужестве. Действие происходит в Нортгемптоншире весной 1815 года, в центр сюжета — отношения между Эмили Мозли и Джорджем Денби. Автор отчетливо проводит мысль о том, что выбор жениха для дочери — моральный долг её родителей.
Изначально Купер писал роман исключительно для жены, но когда работа зашла достаточно далеко, появилась идея издать книгу. Вначале «Предосторожность» прочли вслух нескольким друзьям семьи, не раскрывая авторства; слушатели решили, что автор — женщина, подражающая английской писательнице Амелии Опи, очень популярной в те годы. Одна из присутствовавших дам даже заявила, что уже читала когда-то эту книгу. Купера такой результат удовлетворил, и он обратился к издателю. В ноябре 1820 года «Предосторожность» без указания автора была опубликована в Нью-Йорке в двух томах, вскоре она вышла и в Англии. В 1825 году увидел свет перевод романа на французский язык.

## Значение
«Предосторожность» осталась практически незамеченной по обе стороны Атлантического океана. Этот роман не имеет самостоятельного значения для истории литературы и известен в первую очередь как важная проба пера Джеймса Фенимора Купера, позволившая ему раскрыть в себе писательский талант, войти в американское литературное сообщество и начать создавать книги на оригинальном американском материале. Первая такая книга, «Шпион, или Повесть о нейтральной территории», вышла уже в 1821 году.
Сам Купер впоследствии писал о «Предосторожности»: «Случайные обстоятельства, послужившие причиной появления этого романа, определили также место действия и его общий характер. Действие происходило в чужой стране, а общий характер свидетельствовал о беспомощных попытках автора изобразить чужеземные нравы. Когда роман вышел в свет, на автора посыпались упреки его друзей, что он, американец по духу и по рождению, подарил миру книгу, разве что способную, да и то лишь в слабой степени, возбудить воображение его молодых и неопытных соотечественников картинами из жизни общества, столь непохожего на то, в котором он живёт. Хотя автор отлично знал, что появление романа было чистой случайностью, он почувствовал, что упреки эти в известной мере справедливы». В том числе в ответ на такие упрёки Купер и начал писать романы об Америке.